# Jan-Erik Romøren
Jan-Erik „Nag” Romøren (ur. w 1978 roku) – norweski wokalista, basista. Znany z występów w black metalowej grupie Tsjuder, której jest założycielem. Występuje również w Krypt. W latach 1995–1997 grał na gitarze basowej w Isvind.
Jan-Erik Romøren jest starszym bratem utytułowanego skoczka narciarskiego Bjørna Einara Romørena.

## Dyskografia

### Krypt
| Data | Album             | Rola                 |
| ---- | ----------------- | -------------------- |
| 2007 | I Am God (EP)     | Wokal, gitara basowa |
| 2008 | Preludes to Death | Wokal, gitara basowa |